# طابع إيرادات أحمر
طابع الإيرادات الأحمر (بالصينية: 紅印花郵票) هي طوابع إيرادات صينية من عهد أسرة تشينغ طبعت (بتكلفة إضافية) لاستخدامها كطوابع بريدية في عام 1897، إن عددها المحدود وتصميمها الجيد وعملية النقش الغائر جعلت الطوابع في هذه السلسلة من أكثر الطوابع المرغوبة في العالم.
هناك عدة أنواع من طوابع الإيرادات الحمراء، حيث يعتبر "Small One Dollar" هو الأكثر ندرة والأكثر قيمة. وقد أطلق عليه اسم "أندر طابع بريدي يصدر في الصين". في مزاد هونج كونغ عام 2013، بيع طابع واحد بمبلغ 6.9 مليون دولار هونج كونغ. وبيعت قطعة أخرى في مزاد بكين عام 2013 مقابل 7.22 مليون يوان. وبيعت أربع طوابع في عام 2009، مع طابع مختلف، مقابل 120 مليون يوان (18.8 مليون دولار أمريكي).

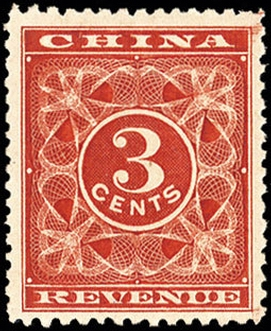
طابع الإيرادات الأصلي بقيمة 3 سنتات بدون الطباعة الفوقية.

## الدولار الصغير

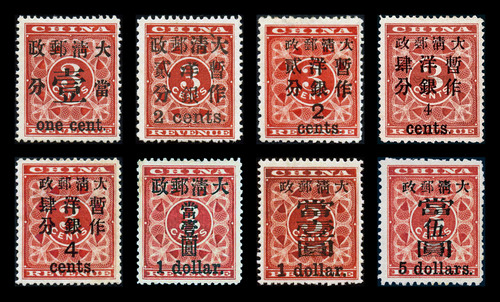
توجد ثماني مطبوعات فوقية مختلفة (في خمس فئات) على طوابع الإيرادات الحمراء.

من بين الفئات المطبوعة فوقيًا، أصدر الدولار الأول أولاً. بسبب الشكاوى من أن حجم الأحرف الصينية المطبوعة فوقيًا كان صغيرًا جدًا، وعمل جزأين فقط (يحتوي كل منهما على 25 طابعاً) قبل تغييرهما إلى أحرف أكبر. ونظرًا لندرتها، أصبحت طوابع "الدولار الصغير" من أكثر الطوابع قيمة في العالم. والتي توجد منها 32 فقط.
جوهرة التاج من الطوابع الـ 32 الباقية من فئة "Small One Dollar" هي القطعة المكونة من أربعة طوابع، مملوكة في الأصل لـ RA de Villard الذي أخذها مباشرة من الجمارك حيث كان يعمل. اشتراها إم دي تشاو من أرملة فيلارد في عام 1927 مقابل 3500 دولار كندي. باعه إلى آلان جوكسون (郭植芳) في عام 1947 مقابل 20,000 دولار أمريكي، ومصرفي وهواي جمع الطوابع من هونج كونج لام مانين (林文琰) اشتراها من ملكية جوكسون في عام 1982 مقابل 280 ألف دولار أمريكي. واشترتها شركة شنغهاي دينغ جينغسونغ (丁劲松) من لام في عام 2009، مع طابع تنين كبير، مقابل 120 مليون يوان (18.8 مليون دولار أمريكي).